# Рашид Таха
Рашид Таха (на френски: Rachid Taha) e известен музикант от Алжир, живеещ и практикуващ главно във Франция.

## Биография
Роден е в гр. Сиг, дн. област Маскара. Познат е като един от основателите на музикалния стил рай, но творчеството му също се влияе от електронна музика, хардрок и пънк.
Умира в съня си на 12 септември 2018 г., вследствие на инфаркт.

## Дискография
- 1983 Carte de Séjour
- 1984 Rhoromanie
- 1986 Deux et demi
- 1991 Barbès
- 1993 Rachid Taha
- 1995 Olé Olé
- 1997 Carte Blanche
- 1998 Dîwan
- 1999 1,2,3 Soleils – албум на живо с Джеб Калед и Фаудел
- 2000 Made in Medina
- 2001 Rachid Taha Live – албум на живо
- 2004 Tékitoi
- 2006 Diwan 2